# Rosario Murillo
Rosario María Murillo Zambrana  (Manágua, 22 de junho de 1951) é uma autora e política nicaraguense que serve atualmente como Co-presidente e primeira-dama da Nicarágua, sendo casada com o também atual presidente e líder político Daniel Ortega.
Antes disso, ela serviu como vice-presidente da Nicarágua, o segundo cargo mais alto do país, de 2017 a 2025, e como primeira-dama da Nicarágua de 2007 a 2025 e de 1985 a 1990, como esposa do presidente Ortega. Murillo foi a principal porta-voz do governo nicaraguense, ministra do governo, chefe da Associação Sandinista de Trabalhadores Culturais e Coordenadora de Comunicação do Conselho de Comunicação e Cidadania. Ela foi empossada como vice-presidente da Nicarágua em 10 de janeiro de 2017. Em agosto de 2021, ela foi pessoalmente sancionada pela União Europeia por supostas violações de direitos humanos.

## Vida e carreira
Murillo nasceu em Managua, Nicarágua. Seu pai era Teódulo Murillo Molina (1915–1996), um produtor de algodão e criador de gado. Sua mãe era Zoilamérica Zambrana Sandino (1926–1973; filha de Orlando José Zambrana Báez e Zoilamérica Sandino Tiffer), sobrinha do General Augusto César Sandino (1895–1934), que lutou contra a ocupação dos EUA na Nicarágua. A avó materna de Murillo, Zoilamérica Sandino Tiffer, era meia-irmã paterna de Augusto Nicolás Calderón Sandino, também conhecido como Augusto César Sandino. Ela se casou com Daniel Ortega e teve oito filhos.
Murillo estudou no Colegio Teresiano em Managua, uma escola católica para meninas, também conhecida como Academia Santa Teresa. Ela frequentou o ensino médio na Greenway Convent Collegiate School em Tiverton, na Grã-Bretanha, e estudou arte no Institut Anglo-Suisse Le Manoir em La Neuveville, na Suíça. Murillo possui certificados em inglês e francês, concedidos pela Universidade de Cambridge na Grã-Bretanha. Ela também frequentou a Universidade Nacional Autônoma da Nicarágua em sua cidade natal.

### Sandinista
Murillo ingressou na Frente Sandinista de Libertação Nacional (FSLN) em 1969 e forneceu abrigo em sua casa, localizada no bairro San José Oriental em Managua, para guerrilheiros sandinistas, entre eles Tomás Borge, um dos fundadores da FSLN.
No início dos anos 1970, Murillo trabalhou para La Prensa como secretária de duas das principais figuras políticas e literárias da Nicarágua, Pedro Joaquín Chamorro e Pablo Antonio Cuadra. Murillo foi presa em Estelí em 1976 por suas atividades políticas. Logo depois, fugiu e viveu por vários meses no Panamá e na Venezuela. Mais tarde, mudou-se para Costa Rica, onde se dedicou completamente ao seu trabalho político com a FSLN, ajudou a fundar a Rádio Sandino e conheceu seu futuro marido, Daniel Ortega. Quando os sandinistas derrubaram o ditador apoiado pelos EUA, Anastasio Somoza Debayle, em 1979, ela retornou à Nicarágua. Murillo e Ortega se casaram em 2005.

### Política
Murillo começou a ganhar poder político em 1998, após defender Ortega quando ele foi acusado por sua enteada, Zoilamérica Narváez Murillo, filha de Murillo, de tê-la abusado sexualmente por muitos anos. Murillo afirmou que as acusações eram "uma total falsidade" e, posteriormente, apoiou incondicionalmente Ortega e rejeitou publicamente sua filha, que ainda mantém que suas acusações eram verdadeiras. O caso foi arquivado pela Suprema Corte em 2001 porque o prazo de prescrição havia expirado.
Ortega foi eleito presidente nas eleições de 2006 e reeleito em 2011. Nas eleições gerais de 2016, Murillo concorreu como candidata a vice-presidente de Ortega. Ela é "amplamente vista como o poder por trás da presidência", de acordo com Lucia Newman, da Al Jazeera.
Durante seu mandato, uma série de protestos eclodiu, resultando em 309 mortes até julho de 2018, cerca de 25 das vítimas sendo menores de 17 anos. Murillo e o assessor Néstor Moncada Lau foram particularmente visados em uma ordem executiva emitida pelo presidente dos EUA, Donald Trump, em 27 de novembro de 2018. Esta ordem executiva é uma das várias sanções impostas contra ela e o governo de seu marido pelos Estados Unidos desde o início dos protestos.

### Copresidente da Nicarágua (2025–)
Em 20 de novembro de 2024, Ortega revelou propostas para emendar a constituição da Nicarágua a fim de estender seu mandato de cinco para seis anos e declarar Murillo copresidente. As medidas foram aprovadas em primeira leitura na Assembleia Nacional em 22 de novembro e se tornaram oficiais após uma segunda leitura em 30 de janeiro de 2025.

## Vida pessoal
Poliglota, ela fala espanhol, inglês, italiano e francês; ela também lê alemão. Rosario Murillo é católica romana com forte veneração de Maria.
Murillo defendeu Ortega quando sua filha Zoilamérica acusou seu padrasto Ortega de abuso sexual na década de 1990, o que ainda afeta sua reputação junto a alguns nicaraguenses. Embora Zoilamérica tenha tentado entrar com uma ação legal, Ortega tinha imunidade como membro da Assembleia Nacional.
Murillo é conhecida por suas crenças e práticas de New age.

## Na cultura popular
Rosario Murillo é destaque no documentário de 2019 Exiliada, que gira em torno de sua filha, Zoilamerica Ortega Murillo, e suas denúncias de abuso sexual contra Daniel Ortega.

## Obras publicadas
- Gualtayán (1975)
- Sube a nacer conmigo (1977)
- Un deber de cantar (1981)
- Amar es combatir (antología) (1982)
- En espléndidas ciudades (1985)
- Las esperanzas misteriosas (1990)
- Angel in the deluge (1992) traduzido do espanhol por Alejandro Murguía. ISBN 0-87286-274-7